# Danijel Šturm
Danijel Šturm, slovenski nogometaš, * 4. januar 1999, Šempeter pri Gorici.
Šturm je profesionalni nogometaš, ki igra na položaju vezista. Od leta 2025 je član slovenskega kluba Celje, od leta 2024 pa tudi slovenske reprezentance. Ped tem je igral za slovenske klube Tolmin, Bilje, Maribor, Aluminij in Domžale ter švicarska Chiasso in Mendrisio. Skupno je v prvi slovenski ligi odigral več kot 90 tekem in dosegel 20 golov.